# The Ecstasy of Gold
El éxtasis del oro (en italiano: L'estasi dell'oro) es un fragmento de la música compuesta por el italiano Ennio Morricone para la banda sonora de la película Il buono, il brutto, il cattivo. Acompaña al filme en el momento en que Tuco (Eli Wallach) busca frenéticamente en el cementerio confederado la tumba que contiene 200,000 dólares en monedas de oro.

## Otros usos
- La banda norteamericana de Thrash Metal Metallica usa The Ecstasy Of Gold como introducción en sus conciertos desde 1983. La pieza también fue incluida en su álbum doble con orquesta sinfónica S&M. En una versión instrumental hecha por Metallica y con leves tartamudeos de James Hetfield aparece en el álbum de 2007 We All Love Enio Morricone. Esta versión "metalizada" fue nominada a los Grammys como Mejor Canción Instrumental de Rock. También fue usada para promocionar el videojuego de Guitar Hero: Metallica.
- La banda de punk norteamericana The Ramones usaba esta canción para cerrar sus conciertos.
- Fue remezclada por The Swimmer para crear la canción "Django" incluida en 1997 para el volumen 8 de Underground Beats.
- El famoso chelista Yo-Yo Ma grabó una versión del tema para su álbum tributo "Yo-Yo Ma Plays Ennio Morricone".
- Apareció en la escena inicial de Jackass 2 (2006) en donde Johny Knoxville y los otros actores corren por los suburbios perseguidos por toros.
- La agrupación británica New Order utilizó dicha melodía como el acto inicial en su más reciente gira del 2013 que incluyó países como Perú, Estados Unidos y Colombia.
- Uno de los temas musicales pertenecientes a la banda sonora del videojuego de PlayStation Wild Arms está claramente basado en esta composición.
- The Ecstasy Of Gold pudo ser escuchada en la final de la Copa Mundial de Fútbol de 2018 al momento de ser presentado el trofeo.